# Sam Brown

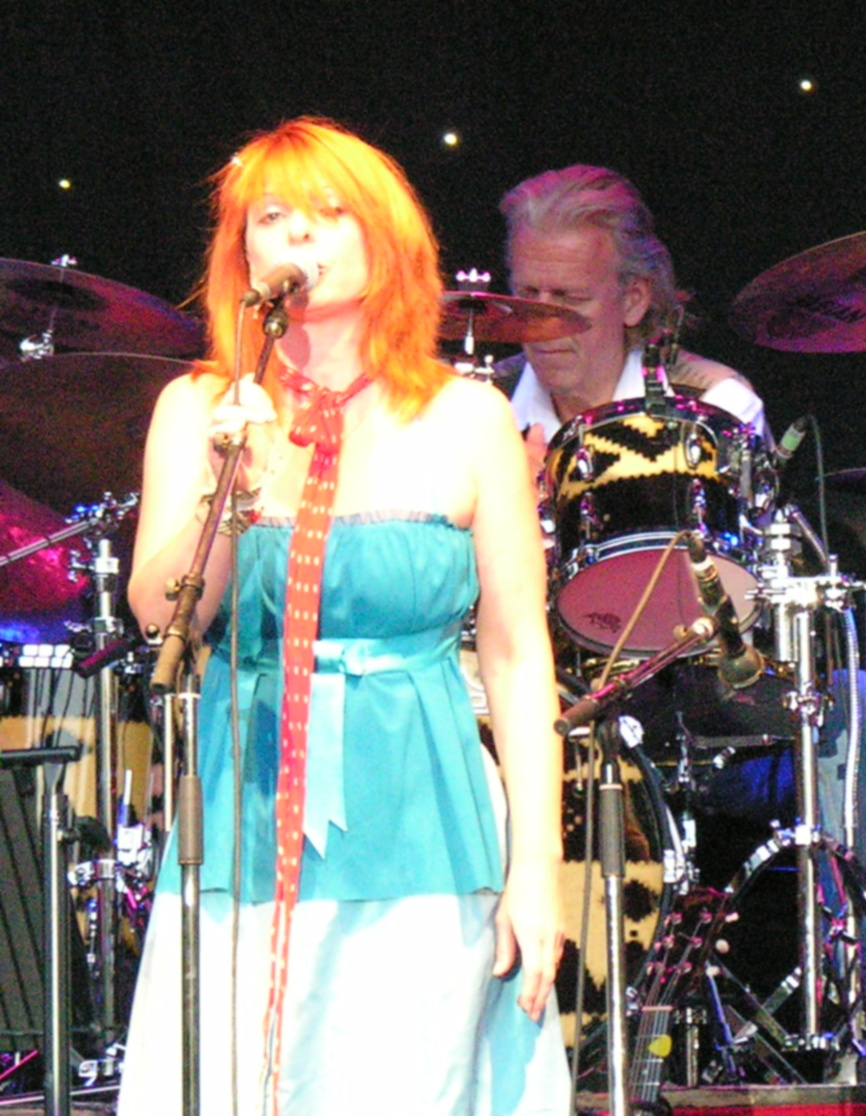
Sam Brown, 2006

Samantha „Sam“ Brown (* 7. Oktober 1964 in Stratford, London) ist eine britische Musikerin, vor allem bekannt als Sängerin und Songwriterin.

## Leben
Sam Brown ist die Tochter des englischen Rock-’n’-Roll-Sängers Joe Brown und der Sängerin Vicki Brown sowie die Schwester des Musikers und Produzenten Pete Brown.
Ihren größten Erfolg feierte Brown im Jahr 1988. Die Single Stop! aus ihrem gleichnamigen Debütalbum erreichte in vielen Ländern die Top Ten der Hitparaden. In Großbritannien schaffte sie es bis auf Platz 4, in Deutschland kam sie bis auf Platz 7. Das Lied Stop! ist Bestandteil der Filmmusik des Films Bitter Moon. Die Sängerin Jamelia brachte im Sommer 2003 eine Coverversion dieses Liedes heraus.
2002 nahm sie sowohl am Konzert zum Goldenen Jubiläum von Königin Elisabeth II. im Buckingham-Palast teil, als auch am Concert for George zum Gedenken an den im Jahr zuvor verstorbenen George Harrison. Ihre Interpretation von Harrisons letztem Lied Horse to the Water ist nur im Film-Zusammenschnitt des Konzerts für George Harrison zu sehen.
Brown war auch als Backgroundsängerin aktiv und arbeitete mit vielen bekannten Musikern zusammen, darunter Pink Floyd, David Gilmour, Jon Lord, Deep Purple, Black, Gary Moore, George Harrison, Fish und Jools Holland (Jools Holland’s Big Band Rhythm & Blues). 
Nach der Entdeckung einer Zyste auf ihren Stimmbändern im Jahr 2007 wurde diese zwar erfolgreich entfernt, jedoch blieben Probleme mit ihrer Stimme bestehen, sodass sie seitdem nicht mehr in der Lage ist, einen Ton zu halten. Stattdessen konzentriert sie sich als Musikerin auf das Ukulele-Spielen.
Brown ist mit dem Musikproduzenten Robin Evans verheiratet, mit dem sie zwei Kinder hat.

## Diskografie

### Alben
| Jahr | Titel      | Höchstplatzierung, Gesamtwochen, AuszeichnungChartplatzierungen (Jahr, Titel, Platzierungen, Wochen, Auszeichnungen, Anmerkungen) | Höchstplatzierung, Gesamtwochen, AuszeichnungChartplatzierungen (Jahr, Titel, Platzierungen, Wochen, Auszeichnungen, Anmerkungen) | Höchstplatzierung, Gesamtwochen, AuszeichnungChartplatzierungen (Jahr, Titel, Platzierungen, Wochen, Auszeichnungen, Anmerkungen) | Höchstplatzierung, Gesamtwochen, AuszeichnungChartplatzierungen (Jahr, Titel, Platzierungen, Wochen, Auszeichnungen, Anmerkungen) | Höchstplatzierung, Gesamtwochen, AuszeichnungChartplatzierungen (Jahr, Titel, Platzierungen, Wochen, Auszeichnungen, Anmerkungen) | Anmerkungen                                                              |
| Jahr | Titel      | DE | AT | CH | UK | US | Anmerkungen                                                              |
| ---- | ---------- | --- | --- | --- | --- | --- | ------------------------------------------------------------------------ |
| 1988 | Stop!      | DE13 Gold · (23 Wo.)DE | AT2 (20 Wo.)AT | CH6 (14 Wo.)CH | UK4 Gold · (18 Wo.)UK | — | Erstveröffentlichung: 8. Juni 1988 Aufnahme: Power Plant Studios, London |
| 1990 | April Moon | DE34 (10 Wo.)DE | AT29 (2 Wo.)AT | CH20 (5 Wo.)CH | UK38 Silber · (12 Wo.)UK | — | Erstveröffentlichung: 27. März 1990 Produzent: Pete Brown                |

Weitere Studioalben
- 1992: 43 Minutes
- 1997: Box
- 2000: Reboot
- 2002: Fragile (mit Valle Venia)
- 2007: Of the Moment

### Kompilationen
- 1993: The Kissing Gate
- 1996: Sam Brown
- 2005: The Very Best of Sam Brown

### EPs
- 2006: Ukulele and Voice: 5 Songs … (mit Pete Brown)

### Singles
| Jahr | Titel Album                   | Höchstplatzierung, Gesamtwochen, AuszeichnungChartplatzierungen (Jahr, Titel, Album, Platzierungen, Wochen, Auszeichnungen, Anmerkungen) | Höchstplatzierung, Gesamtwochen, AuszeichnungChartplatzierungen (Jahr, Titel, Album, Platzierungen, Wochen, Auszeichnungen, Anmerkungen) | Höchstplatzierung, Gesamtwochen, AuszeichnungChartplatzierungen (Jahr, Titel, Album, Platzierungen, Wochen, Auszeichnungen, Anmerkungen) | Höchstplatzierung, Gesamtwochen, AuszeichnungChartplatzierungen (Jahr, Titel, Album, Platzierungen, Wochen, Auszeichnungen, Anmerkungen) | Höchstplatzierung, Gesamtwochen, AuszeichnungChartplatzierungen (Jahr, Titel, Album, Platzierungen, Wochen, Auszeichnungen, Anmerkungen) | Anmerkungen                                                                                              |
| Jahr | Titel Album                   | DE | AT | CH | UK | US | Anmerkungen                                                                                              |
| ---- | ----------------------------- | --- | --- | --- | --- | --- | --- |
| 1988 | Stop!                         | DE7 (19 Wo.)DE | AT3 (22 Wo.)AT | CH5 (24 Wo.)CH | UK52 (5 Wo.)UK | US65 (10 Wo.)US | Erstveröffentlichung: April 1988 Autoren: Sam Brown, Bruce Brody, Greg Sutton                            |
| 1988 | This Feeling Stop!            | — | — | — | UK91 (2 Wo.)UK | — | Erstveröffentlichung: August 1988 Autoren: Sam Brown, Margo Buchanan                                     |
| 1989 | Stop! ’89 Stop!               | — | — | — | UK4 Silber · (12 Wo.)UK | — | Erstveröffentlichung: Januar 1989                                                                        |
| 1989 | Walking Back to Me Stop!      | DE65 (2 Wo.)DE | — | — | — | — | Erstveröffentlichung: Februar 1988 Autor: Sam Brown, Greg Sutton                                         |
| 1989 | Can I Get a Witness? Stop!    | — | — | — | UK15 (7 Wo.)UK | — | Erstveröffentlichung: Mai 1989 Autoren: Holland–Dozier–Holland Original: Marvin Gaye, 1963               |
| 1990 | With a Little Love April Moon | DE52 (13 Wo.)DE | — | — | UK44 (4 Wo.)UK | — | Erstveröffentlichung: Februar 1990 Autoren: Sam Brown, Margo Buchanan                                    |
| 1990 | Kissing Gate April Moon       | — | — | — | UK23 (8 Wo.)UK | — | Erstveröffentlichung: April 1990 Autoren: Sam Brown, Pete Brown, Paul Bangash, Sara Jones, Tina Warrilow |
| 1990 | Mindworks April Moon          | — | — | — | UK77 (4 Wo.)UK | — | Erstveröffentlichung: Juli 1990 Autoren: Sam Brown, Richard Newman                                       |

Weitere Singles
- 1990: Once in Your Life
- 1990: As One
- 1993: Fear of Life
- 1997: I Forgive You
- 1997: Whisper
- 2001: In Light of All That’s Gone Before

### Gastbeiträge
| Jahr | Titel Album             | Höchstplatzierung, Gesamtwochen, AuszeichnungChartplatzierungen (Jahr, Titel, Album, Platzierungen, Wochen, Auszeichnungen, Anmerkungen) | Höchstplatzierung, Gesamtwochen, AuszeichnungChartplatzierungen (Jahr, Titel, Album, Platzierungen, Wochen, Auszeichnungen, Anmerkungen) | Höchstplatzierung, Gesamtwochen, AuszeichnungChartplatzierungen (Jahr, Titel, Album, Platzierungen, Wochen, Auszeichnungen, Anmerkungen) | Höchstplatzierung, Gesamtwochen, AuszeichnungChartplatzierungen (Jahr, Titel, Album, Platzierungen, Wochen, Auszeichnungen, Anmerkungen) | Höchstplatzierung, Gesamtwochen, AuszeichnungChartplatzierungen (Jahr, Titel, Album, Platzierungen, Wochen, Auszeichnungen, Anmerkungen) | Anmerkungen |
| Jahr | Titel Album             | DE | AT | CH | UK | US | Anmerkungen |
| ---- | ----------------------- | --- | --- | --- | --- | --- | --- |
| 1995 | Just Good Friends Sushi | — | — | — | UK63 (2 Wo.)UK | — | Erstveröffentlichung: August 1995 Fish feat. Sam Brown Autoren: Derek William Dick, Frank Usher, Mickey Simmonds, Robin Boult |

Weitere Gastbeiträge
- 1991: Together Again (mit Jools Holland)
- 1991: Fly Up to the Moon (mit Black)
- 1993: Standing in My Light (mit Tom van Landuyt)
- 2004: Make It Tonight (mit Chris Field)
- 2006: Reuben (mit Joe Brown)

## Auszeichnungen für Musikverkäufe
| Silberne Schallplatte - Frankreich - 1988: für die Single Stop! Goldene Schallplatte - Finnland - 1989: für das Album Stop! - Kanada - 1988: für die Single Stop! | Platin-Schallplatte - Kanada - 1988: für das Album Stop! - Neuseeland - 1989: für das Album Stop! |

Anmerkung: Auszeichnungen in Ländern aus den Charttabellen bzw. Chartboxen sind in ebendiesen zu finden.
| Land/RegionAuszeichnungen für Musikverkäufe (Land/Region, Auszeichnungen, Verkäufe, Quellen) | Silber     | Gold     | Platin     | Verkäufe | Quellen           |
| -------------------------------------------------------------------------------------------- | ---------- | -------- | ---------- | -------- | ----------------- |
| Deutschland (BVMI)                                                                           | —          | Gold1    | —          | 250.000  | musikindustrie.de |
| Finnland (IFPI)                                                                              | —          | Gold1    | —          | 25.000   | ifpi.fi           |
| Frankreich (SNEP)                                                                            | Silber1    | —        | —          | 200.000  | infodisc.fr       |
| Kanada (MC)                                                                                  | —          | Gold1    | Platin1    | 150.000  | musiccanada.com   |
| Neuseeland (RMNZ)                                                                            | —          | —        | Platin1    | 20.000   | Einzelnachweise   |
| Vereinigtes Königreich (BPI)                                                                 | 2× Silber2 | Gold1    | —          | 410.000  | bpi.co.uk         |
| Insgesamt                                                                                    | 3× Silber3 | 4× Gold4 | 2× Platin2 |          |                   |